# Igor Kučera
Igor Kučera (* 1. ledna 1955 Brno) je český vědec a vysokoškolský pedagog. Vyučuje na Masarykově univerzitě v Brně.

## Životopis
Vystudoval obor biochemie na Přírodovědecké fakultě Univerzity Jana Evangelisty Purkyně (nyní Masarykova univerzita); studium ukončil v roce 1978. Do roku 1979 působil jako instruktor katedry biochemie PřF UJEP. V roce 1979 získal titul RNDr. a do roku 1992 pracoval na pozici odborného asistenta katedry biochemie PřF UJEP. V roce 1990 se obhajobou práce Regulace denitrifikačních pochodů u bakterie Paracoccus denitrificans ucházel o udělení titulu CSc., jeho dosavadní vědecká činnost však byla natolik rozsáhlá, že za ni získal titul DrSc. V roce 1992 se stal docentem a v roce 1998 profesorem PřF MU.

## Odborná činnost
Těžiště vědeckovýzkumné práce prof. Kučery spočívá v oblasti mikrobiální bioenergetiky a enzymologie, se zaměřením na bakteriální denitrifikaci. Předmětem jeho zájmu jsou zejména procesy regulace respiračního řetězce denitrifikačních bakterií. Je autorem několika desítek odborných publikaci, takřka bez výjimky v renomovaných zahraničních časopisech.

## Pedagogická činnost
Je autorem několika vysokoškolských skript. Přednáší enzymologii, bioenergetiku a termodynamiku nerovnovážných soustav na PřF MU, vede semináře z enzymologie, z bioenergetiky a specializovaná laboratorní cvičení. Byl vedoucím a školitelem mnoha studentů bakalářského, magisterského i doktorského studia.

## Další aktivity
Působil také jako vedoucí Sekce chemie PřF MU, člen podoborové komise chemie Grantové agentury ČR, člen Vědecké rady Fakulty chemické VUT Brno. V současnosti je členem Vědecké rady PřF MU, členem oborové komise oboru Biochemie a členem oborové rady programu Biochemie a Chemie.